# Осьмак, Моисей
Моисей Павлович Осьмак (1815, Местечко Гоголев, Уезд Остерский, Губерния Черниговская, Империя Всероссийская — ?, Местечко Гоголев, Уезд Остерский, Губерния Черниговская, Империя Всероссийская) — Казак, Голова Волости, автор воспоминаний.

## Биография
Некоторое время, в середине XIX века, занимал пост волостного головы в селе Гоголев на Киевщине (в то время — Черниговская губерния). Известен, в частности, тем, что оставил воспоминания об истории становления своего домашнего хозяйства, важный источник по истории жизни и хозяйствования края первой половины XIX века — «Рассказ казака Моисея Осьмака о том, как он хозяйничал у себя дома, и о том, что он сделал для улучшения быта государственных крестьян Гоголевской волости, Черниговской губернии».
В 1830, 15 лет от роду, Моисей остался сиротой, с меньшими братьями и сестрами на руках. Именно с этого начинается его рассказ.

## Потомки
Среди потомков и родственников казака Моисея — люди, сделавшие вклад в развитие украинского и советского общества, города Киева и его окрестностей. Среди них — его внук, советский архитектор Василий Александрович Осьмак.

## Воспоминания
Написал воспоминания, в частности, описание личного хозяйства и особенности его ведения (севооборот, обработка почвы, удобрения, аренда земли и применение наемного труда и др.), а также деятельности в качестве волостного головы.
- Осьмак М. Рассказ казака Моисея Осьмака о том, как он хозяйничал у себя дома, и о том, что он сделал для улучшения быта государственных крестьян Гоголевской волости, Черниговской губернии. Изд. 1-е. Спб., тип. М-ва гос. имуществ, 1845. 32 с.
- Осьмак М. Рассказ казака Моисея Осьмака о том, как он хозяйничал у себя дома, и о том, что он сделал для улучшения быта государственных крестьян Гоголевской волости, Черниговской губернии. Изд. 2-е. Спб., тип. М-ва гос. имуществ, 1848. 32 с.